# Banikane Narhawa
Banikane Narhawa è un comune rurale del Mali facente parte del circondario di Niafunké, nella regione di Timbuctù.